# Aces of the Pacific
Aces of the Pacific es un juego de simulación de vuelo de combate desarrollado por Dynamix para los sistemas operativos compatibles con MS-DOS, y distribuido por Sierra On-Line en 1992. El juego toma lugar durante la Segunda Guerra Mundial. Los jugadores podrán elegir misión simple o carrera en la fuerza aérea, la armada o los marines de los Estados Unidos, o el ejército imperial o la armada imperial de Japón. Dynamix lanzó una continuación del juego titulada Aces Over Europe en 1993.
Una versión de Amiga de Aces of the Pacific fue preestrenada, pero jamás se lanzó.

## Jugabilidad
Aces of the Pacific dispone de varios aviones de guerra de la época de la Segunda Guerra Mundial, como el F6F Hellcat y el Zero. El juego incluye misiones históricas, ya sea que el jugador elija jugarlas durante el curso de su carrera o como misión simple. Estas misiones incluyen el ataque sorpresa de la marina japonesa en Pearl Harbor, la defensa de Pearl Harbor llevada a cabo por un grupo de P-40 Warhawks del Cuerpo Aéreo del Ejército de los Estados Unidos con base en Wheeler Field, combate entre aviones de caza y bombarderos durante la Batalla de Midway, la Batalla del golfo de Leyte, la Batalla del mar del Coral, y la misión de matar al almirante Isoroku Yamamoto, luego de descifrar mensajes japoneses de sus planes de visitar bases insulares.
Numerosos ases de la Segunda Guerra Mundial aparecen en el juego, y el jugador podrá volar con o contra ellos durante el transcurso de su carrera. Dick Bong, Thomas McGuire, David McCampbell, Joe Foss y Pappy Boyington son algunos de los ases americanos que aparecen en el juego. Los ases consumados de la marina japonesa imperial como Hiroyoshi Nishizawa, Tetsuzō Iwamoto, y Saburo Sakai también surcan a los cielos del Pacífico.
Si se instala el 1946 Expansion Pack, al final de la guerra el jugador podrá continuar en una historia alternativa en la cual las bombas atómicas nunca fueron usadas contra Japón. El juego llama a la campaña Operación Coronet, la invasión planeada de Japón. Esta campaña extra contiene numerosos prototipos de naves que fueron desarrolladas antes del fin de la guerra, pero nunca llegaron al combate.

## Recepción
Aces of the Pacific fue un éxito comercial, con ventas de 350.000 unidades.
La revista Zero le dio un 93/100.En septiembre de 1992, Doug Fick de Computer Gaming World llamó a Aces of the Pacific «simultáneamente asombroso y decepcionante.» El crítico elogió los gráficos, la documentación y la jugabilidad, pero descubrió que ni siquiera una computadora rápida sería capaz de correr el software con suficiente rendimiento, los enemigos de la IA y el sonido eran inferiores a aquellos de Red Baron, y el desempeño de las naves fue poco realista. Concluyó que «Aces of the Pacific está 80% listo para la batalla» y esperaba que el desarrollador «proporcionara el 20% extra». En diciembre, Fick reportó que Dynamix había mejorado considerablemente el rendimiento sin sacrificar los gráficos, y también mejoró la IA de los oponentes, el sonido y el realismo de las naves. Concluyó que «tras la actualización, Aces of the Pacific supera a Red Baron». En marzo de 1993, Fick reportó que disfrutó de WWII: 1946 expansion disk, pero deseaba que incluyera un creador de misiones como en Red Baron. Concluyó que «sirve como una buena incorporación... pero no es esencial». Una encuesta de juegos de guerra de 1993 de la revista le dio al juego cuatro estrellas de cinco, llamándolo «el simulador de vuelo de la Segunda Guerra Mundial». El juego recibió 5 de 5 estrellas en Dragon. Los editores de PCGames nominaron a Aces of the Pacific a su premio al mejor simulador de vuelo de 1992, pero le dieron el premio a Falcon 3.0.
En 1994, PC Gamer US declaró a Aces of the Pacific como el 12.º mejor juego de computadora de la historia. Los editores escribieron que «con su variedad insuperable de naves y tipos de misiones, Aces of the Pacific bien podría ser la simulación de combate aéreo más gratificante jamás hecha». En 1996, Computer Gaming World lo clasificó como el 47.º mejor juego de todos los tiempos, por establecer «nuevos estándares de gráficos y rendimiento». En 2003, IGN lo clasificó como el 92.º mejor juego, diciendo que: «El realismo, las naves, la tecnología, el multijugador, y las muchas maneras de matar a varios adversarios hizo de Aces of the Pacific un éxito instantáneo. (...) Los simuladores de vuelo van y vienen, pero este fue uno de los primeros gloriosos, y su marca aún permanece quemada en nuestras mentes».